# Монте-Ріо (Каліфорнія)
Монте-Ріо (англ. Monte Rio) — переписна місцевість (CDP) в США, в окрузі Сонома штату Каліфорнія. Населення — 1080 осіб (2020).

## Географія
Монте-Ріо розташований за координатами 38°28′7″ пн. ш. 123°0′52″ зх. д. / 38.46861° пн. ш. 123.01444° зх. д. (38.468492, -123.014412).  За даними Бюро перепису населення США в 2010 році переписна місцевість мала площу 5,12 км², з яких 4,93 км² — суходіл та 0,19 км² — водойми.

## Демографія
Згідно з переписом 2010 року, у переписній місцевості мешкали 1152 особи в 576 домогосподарствах у складі 226 родин. Густота населення становила 225 осіб/км².  Було 930 помешкань (182/км²).
Расовий склад населення:
| - 90,9 % — білих - 1,0 % — азіатів - 0,9 % — чорних або афроамериканців - 0,5 % — корінних американців - 0,1 % — вихідців з тихоокеанських островів - 1,4 % — осіб інших рас |

До двох чи більше рас належало 5,3 %. Частка іспаномовних становила 6,9 % від усіх жителів.
За віковим діапазоном населення розподілялося таким чином: 11,5 % — особи молодші 18 років, 73,2 % — особи у віці 18—64 років, 15,3 % — особи у віці 65 років та старші. Медіана віку мешканця становила 50,7 року. На 100 осіб жіночої статі у переписній місцевості припадало 119,8 чоловіків;  на 100 жінок у віці від 18 років та старших — 125,2 чоловіків також старших 18 років.
Середній дохід на одне домашнє господарство  становив 58 093 долари США (медіана — 32 763), а середній дохід на одну сім'ю — 81 843 долари (медіана — 64 167). Медіана доходів становила 38 750 доларів для чоловіків та 31 563 долари для жінок. За межею бідності перебувало 26,0 % осіб, у тому числі 26,4 % дітей у віці до 18 років та 4,4 % осіб у віці 65 років та старших.
Цивільне працевлаштоване населення становило 385 осіб. Основні галузі зайнятості: освіта, охорона здоров'я та соціальна допомога — 23,1 %, роздрібна торгівля — 16,4 %, мистецтво, розваги та відпочинок — 11,7 %, науковці, спеціалісти, менеджери — 11,2 %.